# Drassyllus pumiloides
Drassyllus pumiloides är en spindelart som beskrevs av Maria Chatzaki 2003. Drassyllus pumiloides ingår i släktet Drassyllus och familjen plattbuksspindlar. Inga underarter finns listade i Catalogue of Life.